# ハードベース (音楽)
ハードベース、ハルドバス（ロシア語: хардбас(с), ラテン khardbas(s); IPA: [xɐrdˈbas]）は、UKハード・ハウス、ポンピング・ハウス、スクース・ハウス、パワーストンプ、ハードスタイル等からインスパイアを受けたエレクトロニック・ダンス・ミュージックのサブジャンルである。

## 解説
高速なテンポ（150から170BPM、標準的には160BPM）、比較的シンプルなボーカル、ミニマルなシンセサイザー、そしてメロディーラインを構成する「ドンク」と呼ばれる金属的な音色が特徴。ハードベースはゴプニクの文化と関連づけられ、スラブ人、特にロシア人の一種のステレオタイプとして世界に広まっている。このジャンルの初期から関わってきた音楽グループとして、XS Projectが最も有名である。

## 歴史

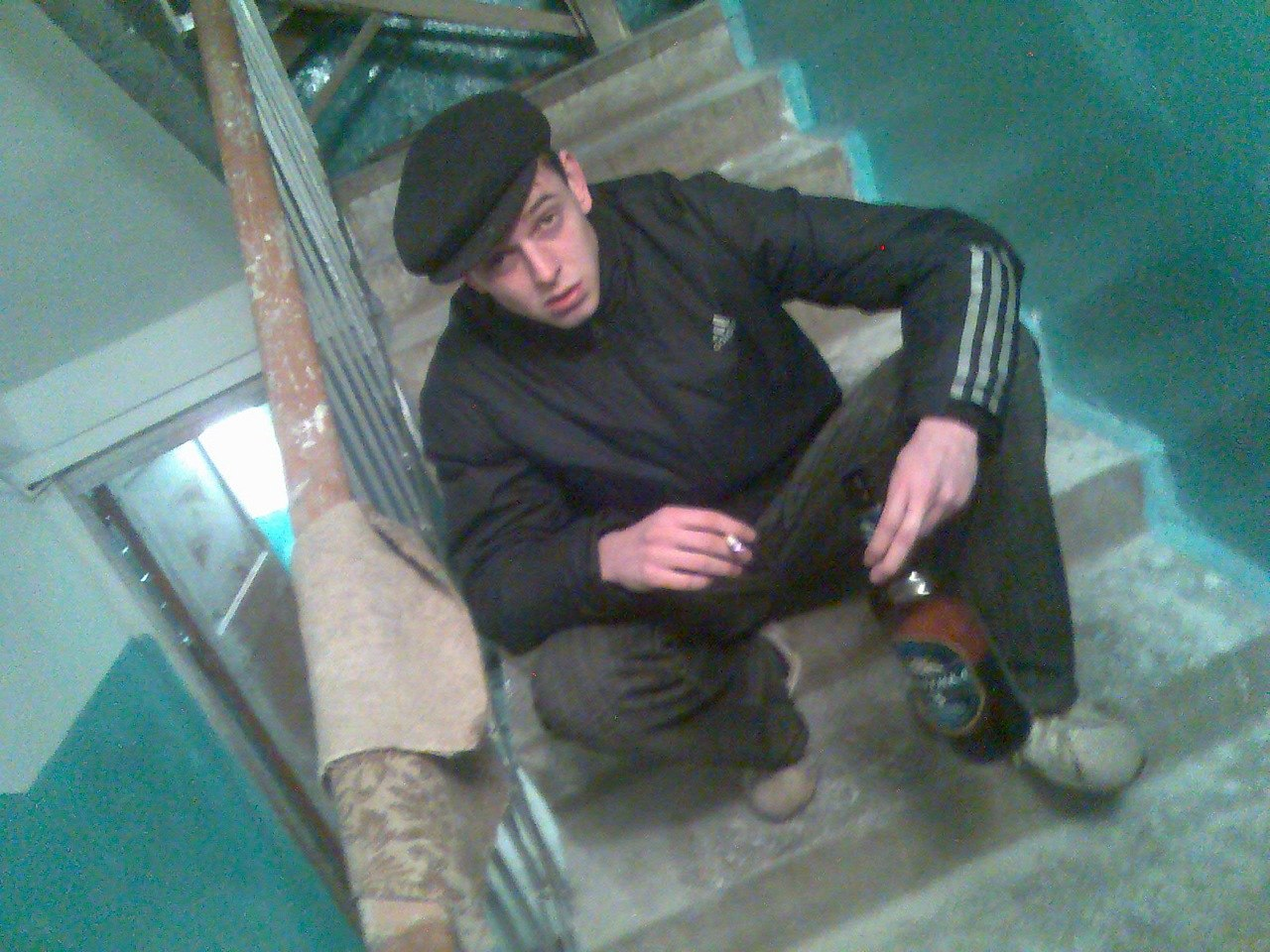
ハードベースの形成に文化的な影響を与えたとされるゴプニク

このジャンルは2000年、オランダのKlubbheadsによって確立され、最古のトラックは「Hi-Per - Gimme More (Klubbheads Hi-Pe Hard Mix)」である。ロシア人によって作られるのは2003年、DJ SnatのChoose your powerが初めてである。XS Projectやhardbass schoolらの対談ではDJ Snatは「ハードベースの父」と語られている。
2006年、「PUMPING TERMINATOR (vol.1)」というタイトルで、高齢男性が典型的なゴプニクのように踊る動画がYouTubeに投稿された。この動画にはXS Projectの曲が3曲使われていた。2010年、XS Projectは2003年にリリースされたアルバム「My Kolbasim Na Tantspole（ロシア語: Мы Колбасим На Танцполе）」に収録されている「Bochka, Bass, Kolbasor（ロシア語: Бочка, Басс, Колбасёр ）」を使用し、Gop FMのラジオパーソナリティと共同で動画を制作した。この動画はハードベースイベントの宣伝として作られたものであった。内容はゴプニクに扮したアーティスト、DJ、パーソナリティがサンクトペテルブルクの公園でふざけあっているものである。この動画はYouTubeに投稿されてすぐに人気を博し、その音楽や踊り方は人々の関心を集め、ハーレムシェイクのミームのようにこのジャンルは拡散された。そのスタイルを模倣した動画がベラルーシやウクライナ、そしてロシア全土で出回り始めた。教室、ショッピングモール、公共交通機関、サッカー場など様々な場所で「ポンプ・ダンス」が踊られた。2011年以降、スロバキア、セルビア、リトアニア、チェコ共和国、ポーランドといったより西側の国々にも、ハードベースを踊る人々が現れ始めた。
Hard Bass Schoolというアーティストの曲「Narkotik KAL（ロシア語: Наркотик КАЛ）」もまた、ハードベースの人気に貢献した。その制作の主な動機として、当時ロシアでは薬物の乱用が蔓延していたことがある。特に「クロコダイル」と呼ばれる、密造された薬物は最も人気があり、同時に最も危険な薬物の一つであった。薬物依存症と出所不明の薬物による中毒症状は、ロシアの工業都市の住宅団地において最も頻繁に発生し始めた。この問題の発端は、20世紀末の国家の経済発展（ペレストロイカ）と、それによって地方から都市へ仕事を求める人々の移住だった。急激な人口増加により、住宅団地の建設が余儀なくされた。それらの住宅とインフラは、特に若い住民にとって、魅力的であるとは言いがたかった。若者たちはより新しく、より危険な娯楽を探し、麻薬に手を出した。Narkotik KALは、彼らにとって一種の代替品になり得るものとなることを目的として作られた。
2015年、「Cheeki Breeki Hardbass Anthem」という曲が人気を博し、インターネット・ミームになったが、その起源は2011年末にさかのぼる。「Cheeki Breeki」というフレーズはロシア語に由来し、その正確な意味を定義することは困難であるが、くだけた会話において「OK」または「すべてうまくいく」を意味する。このフレーズは、FPSゲームS.T.A.L.K.E.R.によって知名度を得た。このゲームのサウンドトラックの一つは「Khop, musorok（ロシア語: Хоп, мусорок）」という曲が原曲であり、それを更にリミックスしたこの曲は、ロシアとスラブのサブカルチャーの真髄といえるミームの作成に使用された。